# 培根大爆炸
培根大爆炸（英語：Bacon Explosion）是一道美式足球大小的特大號豬肉料理，以厚切培根片包裹辣味香腸和培根絞肉餡，以煙燻或烘烤而成。
它被張貼上燒烤迷網站「BBQ Addicts」後，在網路上引起轟動，不久便被主流媒體大幅報導，紅遍英美。《每日電訊報》稱它是「網路上最火紅的美食」，也是一道熱量高達5000卡路里的創意燒烤料理。

## 起源
2008年12月，傑森·戴（Jason Day）和艾倫·克洛尼斯特（Aaron Chronister）將培根大爆炸的食譜貼在燒烤迷網站「BBQ Addicts」上後，旋及造成一股「網路現象」。它在短時間內吸引了超過50萬次點閱和1萬6千條連結，甚至被轉載到政治網站上，因為「共和黨人愛吃肉」。在網路爆紅後，以培根大爆炸為名的粉絲俱樂部紛紛成立，視頻網站上也出現許多拍攝料理製作的錄影帶。
培根大爆炸的發明人是來自堪薩斯城的燒烤高手，以「焦手指燒烤隊」為名，組隊參加燒烤競賽。他們在完成一道終極培根料理的挑戰下，終於想出這道佳餚，並取名為「培根大爆炸：燒烤香腸料理的極致」。
培根大爆炸和許多美國料理十分雷同，戴和克洛尼斯特也沒有宣稱他們是料理的發明人。在2008年12月以前，「無頭網站」張貼了一份稱為「終極肥胖」（Ultimate Fattie）的食譜，以香腸、辣椒、莎樂美腸和芒斯特芝士等食材做內餡，捲入格狀交錯而成的培根切片。這道混合料理的想法則是來自「美食捲網站」上的培根起司捲。

## 流行與普及
培根大爆炸的高人氣，除了發源地美國和英國外，也吸引德國和荷蘭媒體爭相報導。其中，它的高卡路里和高脂肪飽受眾多評論批評。許多探討美國人健康或肥胖議題的主流刊物便抓緊機會，指出像培根大爆炸之類的菜色是「美國人肥胖的原因」，其他報章雜誌亦表示它絕對不是醫生會推薦食用的佳餚。此外，培根大爆炸也常被用於Web 2.0技術的相關舉例（克洛尼斯特是一位網路行銷者）。

## 製作
根據培根大爆炸的介紹，它的製作過程「僅需要最低限度的烹飪才華」，而且備料十分簡單。食材包括：厚切培根910克、義大利香腸910克、燒烤醬一罐以及適量的調味料。
培根首先編織成格紋狀，準備進行調味。完成調味後，在培根上方鋪上一層香腸肉，再以培根絞肉點綴。接著，在肉餚表面塗上燒烤醬，並補足燒烤調味料，隨後捲起，塑形成巨大的捲狀。肉捲根據厚度而有不同的烹烤時間，每英吋約需一小時。在燒烤時，可適量補充燒烤醬。肉捲烤熟後，切片，即可享用。
完整一道培根大爆炸料理的熱量高達5000卡路里（2.1萬千焦耳），並含有至少500克的脂肪。即使僅取用一人份（約8盎司），也有878卡路里和60克的脂肪。

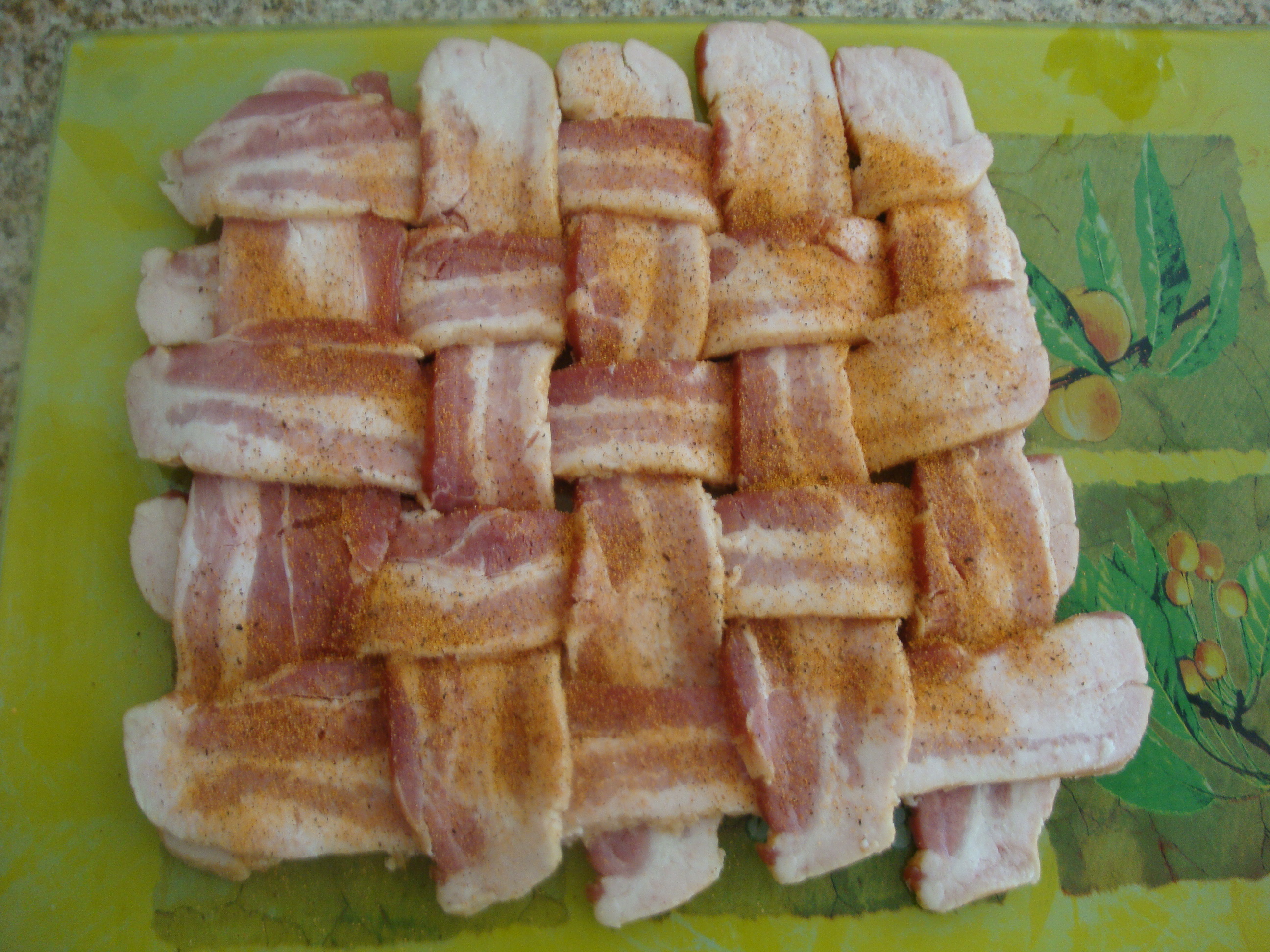
編織成網格狀的培根肉捲底
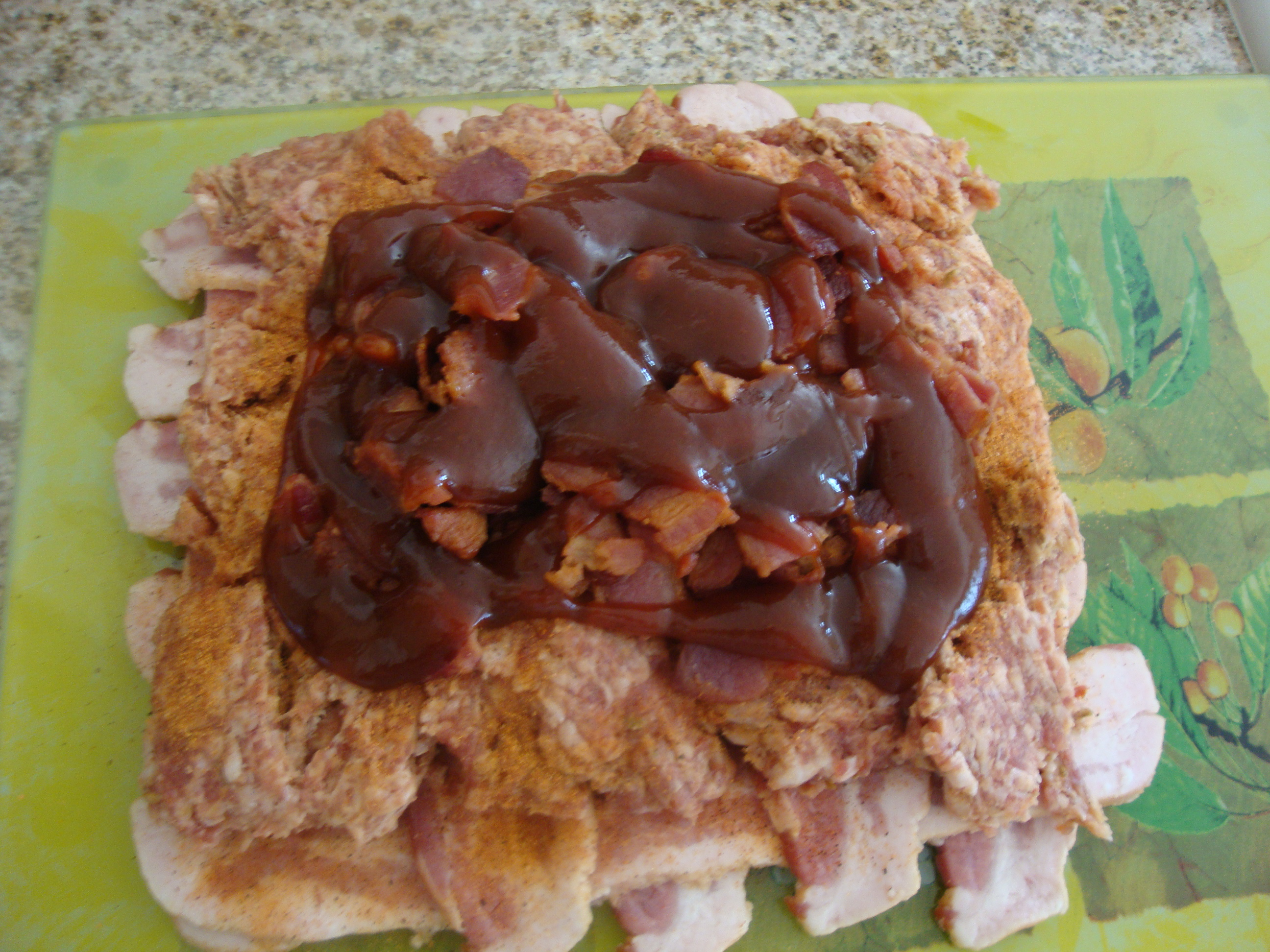
完成調味的培根大爆炸肉餡，準備捲起
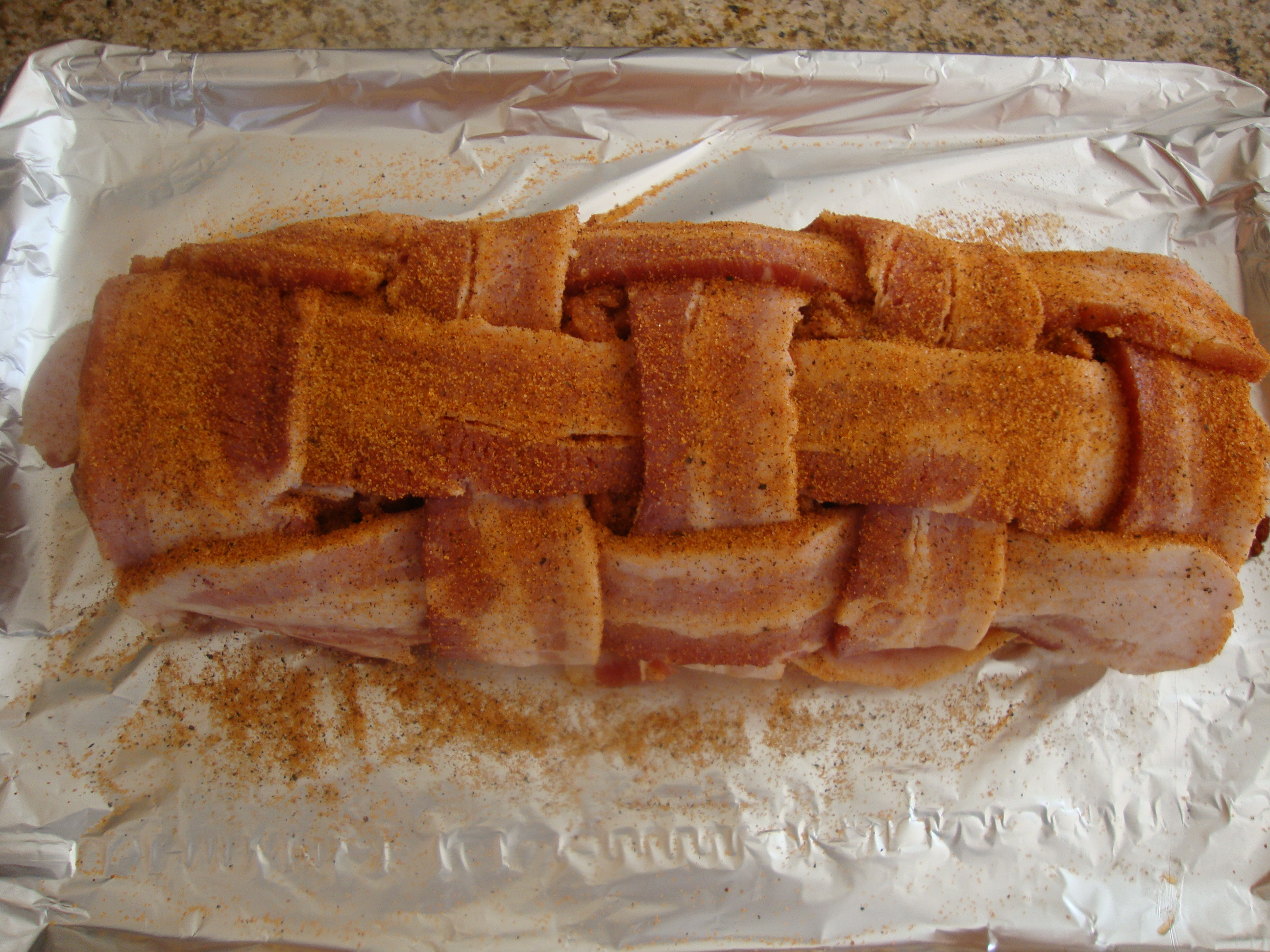
捲好的培根大爆炸，在燒烤前再調味一次
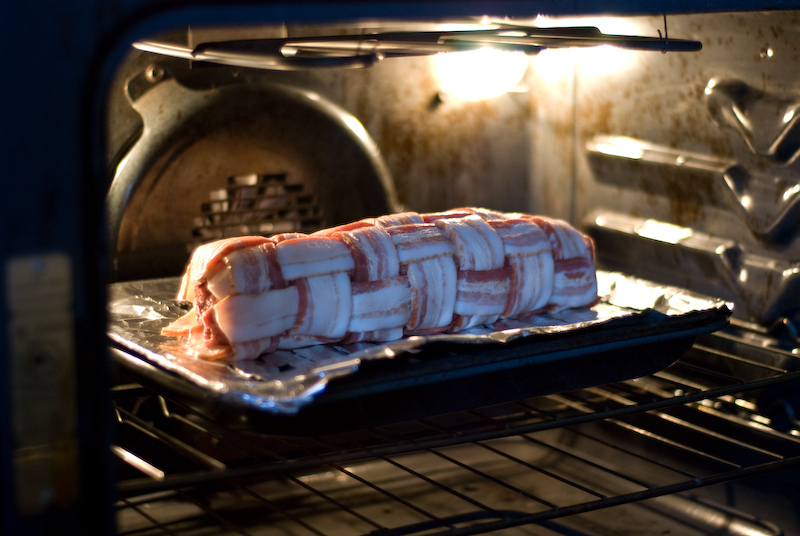
將培根大爆炸放入烤爐加熱
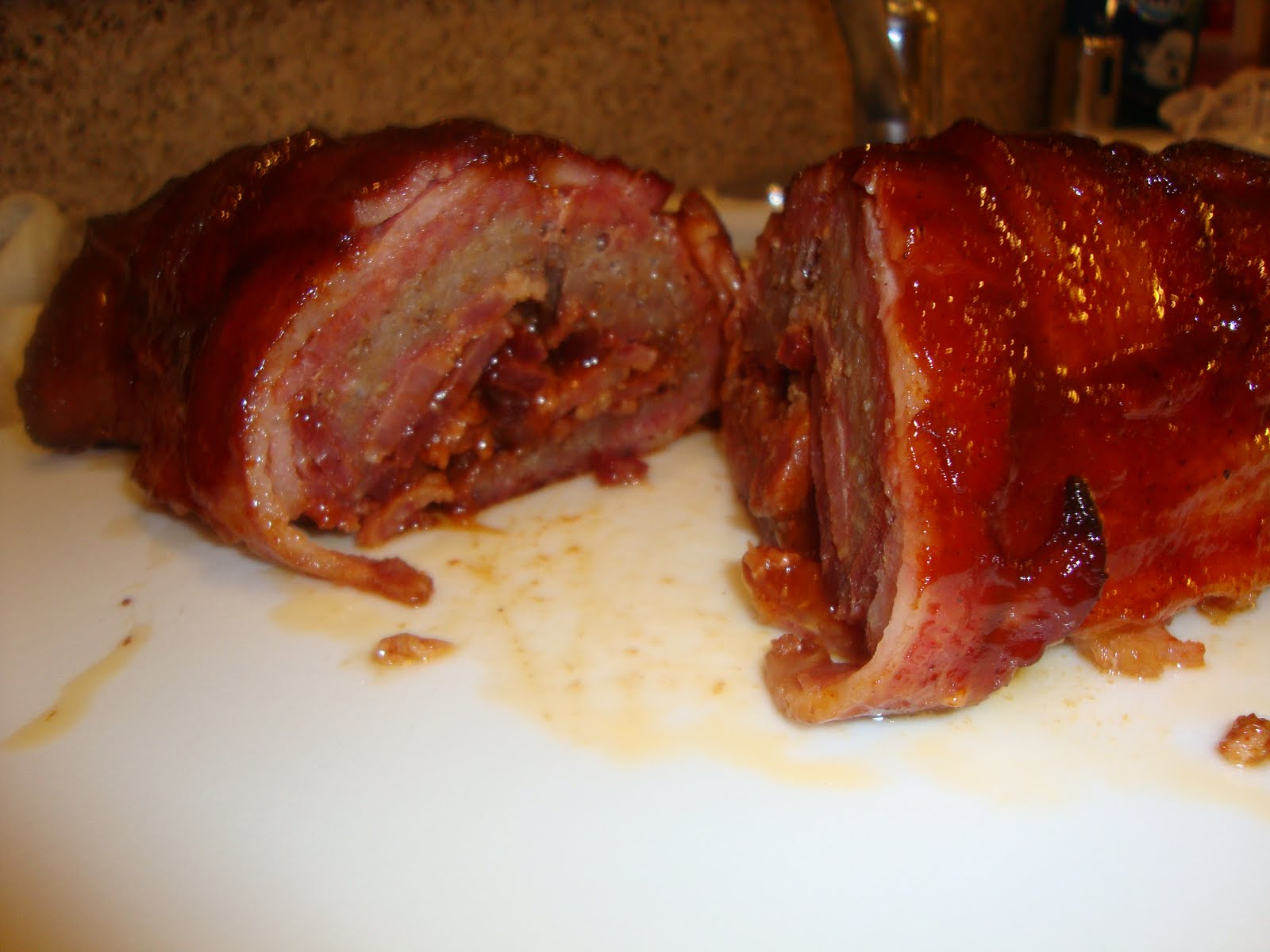
大功告成的培根大爆炸料理

培根大爆炸在竄紅後，相繼出現許多改造料理。例如，「培根大爆炸重遊」便在原食材加入維菲塔乳酪（velveeta）和其他三種肉類，有的版本則選用墨西哥青辣椒和雞蛋，創造不同風味的培根大爆炸。

## 外部連結
- BBQ Addicts （页面存档备份，存于） - 發源網站
- 「培根大爆炸」照片 （页面存档备份，存于）於《紐約時報》